# Tjeri
Tjeri ist der Name eines hohen altägyptischen Beamten und Priesters aus der ersten Hälfte der 26. Dynastie.
Er ist bisher nur durch sein monumentales Grab auf dem Südfeld bei den Pyramiden von Gizeh bekannt, das seine mächtige Position bezeugt. Es handelt sich um eine Mastaba, deren Kulträume kreuzförmig angeordnet sind. Vom Eingang gelangt man in eine längliche Halle, in der sich auch der Grabschacht befindet. Dahinter folgt eine in etwa quadratische Halle mit von dort an jeder Seite ausgehenden drei kleineren Kammern. Sehr große Teile dieser Kultkapelle sind mit versenktem Relief dekoriert. Die Wandbilder zeigen vor allem Tjeri vor verschiedenen Gottheiten und in der Unterwelt. Das Grab wurde 1907 von William Matthew Flinders Petrie ausgegraben und publiziert. Von 1946 bis 1947 wurde es von dem ägyptischen Ägyptologen Abdel–Moneim Youssef Abu-Bakr (* 1907 − † 1976) erneut erforscht.
Tjeri trug die Titel Vorsteher der Ordnungshüter, Vorsteher der Gefederten und Geschuppten (Tiere, also der Vögel und Fische), Wasserspender im Haus des Sobek von Schedet und des Horus inmitten von Schedet. Sein Großvater hieß ebenfalls Tjeri, sein Vater war Gemifasetkep und seine Mutter Tadiḥor, die Herrin des Hauses. Als Sohn wird ein gewisser Psamtek genannt, der denselben Titel wie sein Vater trug. Zwei Gemahlinnen mit den Namen Tadiḥor und Taremetenbastet sind bezeugt.

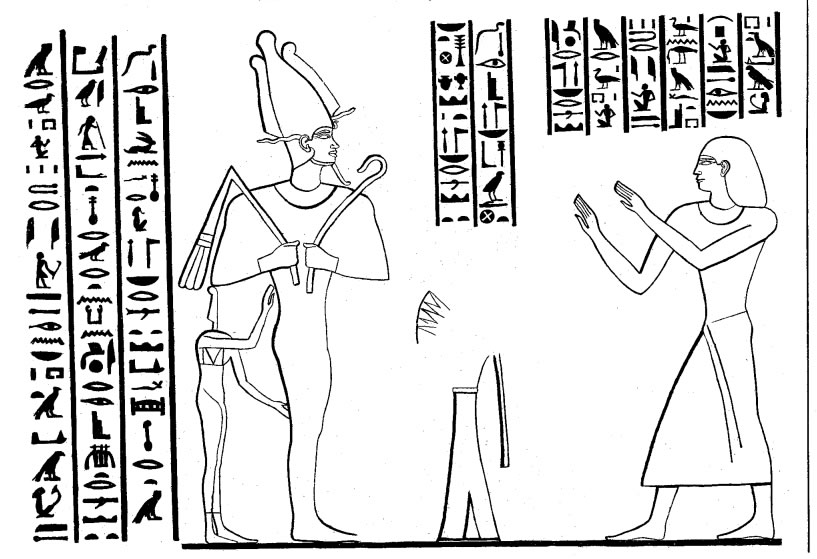
Tjeri vor Osiris-Wennefer mit Maat, Ostwand der nördlichen Kammer, Zeichnung von Cecil Firth, Freda Firth
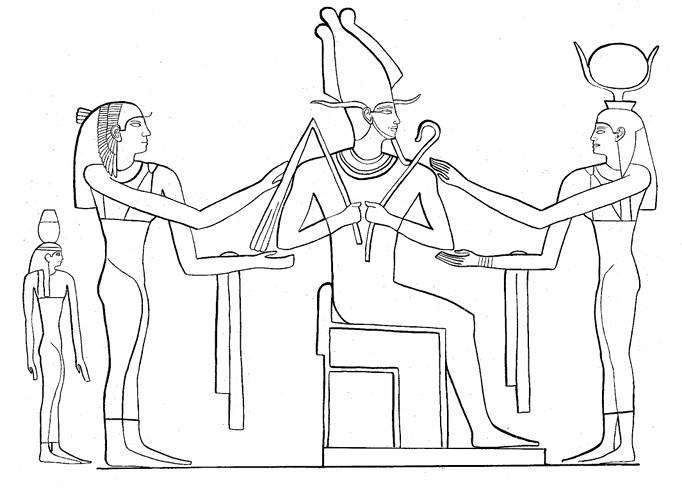
Osiris mit Isis und Nephthys, Nordwand der nördlichen Kammer, Zeichnung von Cecil und Freda Firth